# Ustilago crameri
Ustilago crameri är en svampart som beskrevs av Körn. 1874. Ustilago crameri ingår i släktet Ustilago och familjen Ustilaginaceae.   Inga underarter finns listade i Catalogue of Life.